# Clamoris
Clamoris är ett släkte av skalbaggar som beskrevs av Maurice Gilbert Perrot des Gozis 1886. Clamoris ingår i familjen svartbaggar.
Släktet innehåller bara arten Clamoris crenata.